# شورینگن
شورینگن (به آلمانی: Schweringen) یک شهر در آلمان است که در نینبورگ واقع شده‌است. شورینگن ۸۵۴ نفر جمعیت دارد.